# Лемма Фату
Ле́мма Фату́ — техническое утверждение, используемое при доказательстве различных теорем в функциональном анализе и теории вероятностей. Оно даёт одно из условий, при которых предел почти всюду сходящейся функциональной последовательности будет суммируемым.

## Стандартная формулировка леммы Фату
{\displaystyle \operatorname {\mathcal {B}} _{\mathbb {R} _{\geq 0}}} обозначает борелевскую {\displaystyle \sigma }- алгебру на {\displaystyle [0,+\infty )}.
Лемма. Дано пространство с мерой {\displaystyle (\Omega ,\Sigma ,\mu )} и  множество  {\displaystyle X\in \Sigma ,} пусть {\displaystyle \{f_{n}\}} последовательность {\displaystyle (\Sigma ,\operatorname {\mathcal {B}} _{\mathbb {R} _{\geq 0}})}- измеримых неотрицательных функций  {\displaystyle f_{n}:X\to [0,+\infty )}.
Определим функцию {\displaystyle f:X\to [0,+\infty )} :
{\displaystyle f(x)=\liminf _{n\to \infty }f_{n}(x),} для любого {\displaystyle x\in X}.
Тогда {\displaystyle f} является {\displaystyle (\Sigma ,\operatorname {\mathcal {B}} _{\mathbb {R} _{\geq 0}})}- измеримой и :
{\displaystyle \int _{X}f\,d\mu \leq \liminf _{n\to \infty }\int _{X}f_{n}\,d\mu .}
Замечание 1. Интеграл может быть конечным или бесконечным.
Замечание 2. Лемма Фату остается верной, если ее предположения сохраняются почти всюду. Другими словами, этого вполне достаточно, чтобы существовало нулевое множество {\displaystyle N} такое, что последовательность {\displaystyle \{f_{n}(x)\}} не убывала для любого  {\displaystyle {x\in X\setminus N}.}
Чтобы понять, почему это так, начнем с наблюдения, что возможность последовательности  {\displaystyle \{f_{n}\}} почти всюду поточечно не убывать  приводит к тому, что ее поточечный предел {\displaystyle f}  не определен на некотором нулевом множестве {\displaystyle N}. В  {\displaystyle N} функция {\displaystyle f} может быть определена любым способом, который сохраняет измеримость.
Чтобы увидеть, почему это не повлияет на результат, отметим, что поскольку  {\displaystyle {\mu (N)=0},} то для любого {\displaystyle k,}
{\displaystyle \int _{X}f_{k}\,d\mu =\int _{X\setminus N}f_{k}\,d\mu }  и  {\displaystyle \int _{X}f\,d\mu =\int _{X\setminus N}f\,d\mu ,}
при условии, что  {\displaystyle f} является {\displaystyle (\Sigma ,\operatorname {\mathcal {B}} _{\mathbb {R} _{\geq 0}})}- измеримой.  (Эти равенства непосредственно следуют из определения интеграла Лебега для неотрицательной функции).
Для дальнейшего доказательства допустим, что  {\displaystyle \textstyle g_{n}(x)=\inf _{k\geq n}f_{k}(x)}.
Замечание 3. Для любого {\displaystyle x\in X}
1. неотрицательная последовательность {\displaystyle \{g_{n}(x)\}} поточечно не убывает, т.е. 
{\displaystyle g_{n}(x)\leq g_{n+1}(x)}, для любого {\displaystyle n\geq 1};
2. {\displaystyle \textstyle f(x)=\lim _{n\to \infty }g_{n}(x)}, по определению нижнего предела.

Замечание 4. Приведенное ниже доказательство не использует никаких свойств интеграла Лебега, кроме тех, которые установлены здесь.
Замечание 5 (монотонность интеграла Лебега). В приведенном ниже доказательстве мы применяем монотонное свойство интеграла Лебега к неотрицательным функциям. Пусть функции {\displaystyle f,g:X\to [0,+\infty )} являются  {\displaystyle (\Sigma ,\operatorname {\mathcal {B}} _{\mathbb {R} _{\geq 0}})}- измеримыми.
- Если {\displaystyle f\leq g} всюду на {\displaystyle X,} тогда

{\displaystyle \int _{X}f\,d\mu \leq \int _{X}g\,d\mu .}
- Если {\displaystyle X_{1},X_{2}\in \Sigma } и  {\displaystyle X_{1}\subseteq X_{2},} тогда

{\displaystyle \int _{X_{1}}f\,d\mu \leq \int _{X_{2}}f\,d\mu .}
Доказательство.
Определим {\displaystyle \operatorname {SF} (h)} как набор простых {\displaystyle (\Sigma ,\operatorname {\mathcal {B}} _{\mathbb {R} _{\geq 0}})}- измеримых функций {\displaystyle s:X\to [0,\infty )} таких, что {\displaystyle 0\leq s\leq h} всюду на {\displaystyle X.}
1. Поскольку {\displaystyle f\leq g,}  то
{\displaystyle \operatorname {SF} (f)\subseteq \operatorname {SF} (g).}
По определению интеграла Лебега и свойств супремума
{\displaystyle \int _{X}f\,d\mu =\sup _{s\in {\rm {SF}}(f)}\int _{X}s\,d\mu \leq \sup _{s\in {\rm {SF}}(g)}\int _{X}s\,d\mu =\int _{X}g\,d\mu .}
2. Пусть {\displaystyle {\mathbf {1} }_{X_{1}}} является индикаторной функцией множества  {\displaystyle X_{1}.}Из определения интеграла Лебега можно сделать вывод, что
{\displaystyle \int _{X_{2}}f\cdot {\mathbf {1} }_{X_{1}}\,d\mu =\int _{X_{1}}f\,d\mu }.
Заметим, что для любого {\displaystyle s\in {\rm {SF}}(f\cdot {\mathbf {1} }_{X_{1}}),} {\displaystyle s=0} вне {\displaystyle X_{1}.} В сочетании с предыдущим свойством неравенство {\displaystyle f\cdot {\mathbf {1} }_{X_{1}}\leq f}  подразумевает: 
{\displaystyle \int _{X_{1}}f\,d\mu =\int _{X_{2}}f\cdot {\mathbf {1} }_{X_{1}}\,d\mu \leq \int _{X_{2}}f\,d\mu .}

### Доказательство
Это доказательство не зависит от теоремы Леви о монотонной сходимости. Однако здесь объясняется, как эта теорема может быть применена.

#### Промежуточные результаты.

##### Интеграл Лебега как мера.
Лемма 1. Пусть {\displaystyle (\Omega ,\Sigma ,\mu )} -  пространство с мерой. Рассмотрим простую {\displaystyle (\Sigma ,\operatorname {\mathcal {B}} _{\mathbb {R} _{\geq 0}})}- измеримую неотрицательную функцию {\displaystyle s:\Omega \to {\mathbb {R} _{\geq 0}}}. Для подмножества {\displaystyle S\subseteq \Omega }, определим
{\displaystyle \nu (S)=\int _{S}s\,d\mu }.
Тогда {\displaystyle \nu } - мера множества  {\displaystyle \Omega }.

##### "Непрерывность снизу"
Следующее свойство является прямым следствием определения меры.
Лемма 2. Пусть {\displaystyle \mu } - мера  и  {\displaystyle S=\cup _{i=1}^{\infty }S_{i}}, где 
{\displaystyle S_{1}\subseteq \ldots \subseteq S_{i}\subseteq S_{i+1}\subseteq \ldots \subseteq S}
неубывающая цепочка со всеми  {\displaystyle \mu }-измеримыми множествами. Тогда:
{\displaystyle \mu (S)=\lim _{i}\mu (S_{i})}.

#### Доказательство.
Шаг 1. Докажем, что  {\displaystyle g_{n}=g_{n}(x)}- {\displaystyle (\Sigma ,\operatorname {\mathcal {B}} _{\mathbb {R} _{\geq 0}})}- измерима, для любого {\displaystyle n\geq 1}.
Действительно, поскольку борелевская {\displaystyle \sigma }- алгебра на {\displaystyle \mathbb {R} \cup \{\pm \infty \}} порождается замкнутыми интервалами {\displaystyle \{[t,+\infty )\}_{-\infty \leq t\leq +\infty }}, то достаточно показать, что {\displaystyle g_{n}^{-1}([t,+\infty ))\in \Sigma }, для любого {\displaystyle t\in [-\infty ,+\infty )}, где {\displaystyle g_{n}^{-1}([t,+\infty ))} -  прообраз.
Заметим, что:
{\displaystyle g_{n}(x)\geq t\quad \Leftrightarrow \quad {\Bigl (}\forall k\geq n\quad f_{k}(x)\geq t{\Bigr )}},
или, что то же самое:
{\displaystyle {\begin{aligned}g_{n}^{-1}([t,+\infty ))&=\left\{x\in X\mid g_{n}(x)\geq t\right\}\\[3pt]&=\bigcap _{k}\left\{x\in X\mid f_{k}(x)\geq t\right\}\\[3pt]&=\bigcap _{k}f_{k}^{-1}([t,+\infty ))\end{aligned}}}
Заметим, что каждое множество правой части принадлежит {\displaystyle \Sigma }. Т.к. {\displaystyle \Sigma }, по определению, замкнуто относительно счетных пересечений, то левая часть также принадлежит  {\displaystyle \Sigma }. Доказано, что  {\displaystyle g_{n}}является {\displaystyle (\Sigma ,\operatorname {\mathcal {B}} _{\mathbb {R} _{\geq 0}})}- измеримой.
Шаг 2. Теперь покажем, что  {\displaystyle f} {\displaystyle (\Sigma ,\operatorname {\mathcal {B}} _{\mathbb {R} _{\geq 0}})}- измерима.
Если использовать теорему о монотонной сходимости, то измеримость {\displaystyle f} следует  из замечания 3.
В качестве альтернативы, достаточно проверить, что  {\displaystyle f^{-1}([0,t])\in \Sigma }, для любого {\displaystyle t\in [0,+\infty ])}. Поскольку последовательность {\displaystyle \{g_{n}(x)\}} поточечно не убывает (замечание 3),  аргументируя как на первом шаге, получаем:
{\displaystyle 0\leq f(x)\leq t\quad \Leftrightarrow \quad {\Bigl (}\forall n\quad 0\leq g_{n}(x)\leq t{\Bigr )}}.
Измеримость  {\displaystyle g_{n}} и вышеупомянутая эквивалентность подразумевают, что 
{\displaystyle f^{-1}([0,t])=\bigcap _{n}g_{n}^{-1}([0,t])\in \Sigma }.
Далее можно доказывать двумя способами:  используя теорему Леви о монотонной сходимости или не используя. 
Шаг 3. Доказательство с использованием теоремы
По определению, {\displaystyle g_{n}\leq f_{n}}, последовательность {\displaystyle \{g_{n}(x)\}} не убывает для любого  {\displaystyle x\in X}. Следовательно
{\displaystyle {\begin{aligned}\int _{X}f\,d\mu &=\int _{X}\lim _{n}g_{n}\,d\mu \\&=\lim _{n}\int _{X}g_{n}\,d\mu \\&=\liminf _{n}\int _{X}g_{n}\,d\mu \\&\leq \liminf _{n}\int _{X}f_{n}\,d\mu ,\end{aligned}}}
что и требуется доказать.
Шаг 3. Без использования теоремы
Определим {\displaystyle {SF}(f)} множество простых  {\displaystyle (\Sigma ,\operatorname {\mathcal {B}} _{\mathbb {R} _{\geq 0}})}- измеримых функций  {\displaystyle s:X\to [0,\infty )} таких, что  {\displaystyle 0\leq s\leq f} на {\displaystyle X}.
Рассмотрим простую функцию {\displaystyle s\in \operatorname {SF} (f)} и действительное число {\displaystyle t\in (0,1)}, определим:
{\displaystyle B_{k}^{s,t}=\{x\in X\mid t\cdot s(x)\leq g_{k}(x)\}\subseteq X.}
Тогда  
{\displaystyle B_{k}^{s,t}\subseteq B_{k+1}^{s,t}},   и   {\displaystyle \textstyle X=\bigcup _{k}B_{k}^{s,t}}. 
Шаг 3a.  Пусть:
{\displaystyle s=\sum _{i=1}^{m}c_{i}\cdot \mathbf {1} _{A_{i}}}
для некоторого конечного набора попарно непересекающихся измеримых множеств {\displaystyle A_{1},\ldots ,A_{m}\in \Sigma } таких, что {\displaystyle \textstyle X=\cup _{i=1}^{m}A_{i}}; некоторых конечных действительных чисел {\displaystyle c_{1},\ldots ,c_{m}}.  
Тогда, 
{\displaystyle B_{k}^{s,t}=\bigcup _{i=1}^{m}{\Bigl (}g_{k}^{-1}{\Bigl (}[t\cdot c_{i},+\infty ]{\Bigr )}\cap A_{i}{\Bigr )}}.
Поскольку прообраз {\displaystyle g_{k}^{-1}{\Bigl (}[t\cdot c_{i},+\infty ){\Bigr )}} борелевского множества  {\displaystyle [t\cdot c_{i},+\infty ]} измеримой функции {\displaystyle g_{k}} является измеримой функцией, а  {\displaystyle \sigma }- алгебра, по определению, замкнута относительно счетных пересечений и объединений,  первое утверждение доказано.
Шаг 3b. Для доказательства второго утверждения отметим, что для каждого {\displaystyle k} и  любого {\displaystyle x\in X}, {\displaystyle g_{k}(x)\leq g_{k+1}(x).}
Шаг 3c. Для доказательства третьего утверждения покажем, что  {\displaystyle \textstyle X\subseteq \bigcup _{k}B_{k}^{s,t}}.
Действительно, в противном случае  {\displaystyle \textstyle X\not \subseteq \bigcup _{k}B_{k}^{s,t}}, тогда существует элемент
{\displaystyle x_{0}\in X\setminus \bigcup _{k}B_{k}^{s,t}=\bigcap _{k}(X\setminus B_{k}^{s,t})}
такой, что  {\displaystyle g_{k}(x_{0})<t\cdot s(x_{0})} для любого {\displaystyle k}. Рассматривая предел при {\displaystyle k\to \infty }, получим
{\displaystyle f(x_{0})\leq t\cdot s(x_{0})<s(x_{0}).}
Но по первоначальному предположению, {\displaystyle s\leq f}. Противоречие.
Шаг 4. Для любой простой {\displaystyle (\Sigma ,\operatorname {\mathcal {B}} _{\mathbb {R} _{\geq 0}})}- измеримой неотрицательной функции {\displaystyle s_{2}}:
{\displaystyle \lim _{n}\int _{B_{n}^{s,t}}s_{2}\,d\mu =\int _{X}s_{2}\,d\mu .}
Для доказательства, определим  {\displaystyle \textstyle \nu (S)=\int _{S}s_{2}\,d\mu }.  
По лемме 1, {\displaystyle \nu (S)} измерима на {\displaystyle \Omega }. 
По лемме 2:
{\displaystyle \lim _{n}\int _{B_{n}^{s,t}}s_{2}\,d\mu =\lim _{n}\nu (B_{n}^{s,t})=\nu (X)=\int _{X}s_{2}\,d\mu }.
Шаг 5. Докажем теперь, что для каждого {\displaystyle {\displaystyle s\in \operatorname {SF} (f)},}
{\displaystyle \int _{X}s\,d\mu \leq \lim _{k}\int _{X}g_{k}\,d\mu }.
Действительно, используя определение {\displaystyle B_{k}^{s,t}}, неотрицательность {\displaystyle g_{k}}и монотонность интеграла Лебега, имеем
{\displaystyle \forall k\geq 1\qquad \int _{B_{k}^{s,t}}t\cdot s\,d\mu \leq \int _{B_{k}^{s,t}}g_{k}\,d\mu \leq \int _{X}g_{k}\,d\mu .}
В соответствии с шагом 4, при {\displaystyle k\rightarrow \infty } неравенство примет вид:
{\displaystyle t\int _{X}s\,d\mu \leq \lim _{k}\int _{X}g_{k}\,d\mu .}
Переходя к пределу при {\displaystyle t\uparrow 1}, получим:
{\displaystyle \int _{X}s\,d\mu \leq \lim _{k}\int _{X}g_{k}\,d\mu ,}
что и требовалось.
Шаг 6. Чтобы завершить доказательство, мы применяем определение интеграла Лебега к неравенству, установленному на шаге 5, учитывая, что {\displaystyle g_{n}\leq f_{n}:}
{\displaystyle {\begin{aligned}\int _{X}f\,d\mu &=\sup _{s\in \operatorname {SF} (f)}\int _{X}s\,d\mu \\&\leq \lim _{k}\int _{X}g_{k}\,d\mu \\&=\liminf _{k}\int _{X}g_{k}\,d\mu \\&\leq \liminf _{k}\int _{X}f_{k}\,d\mu \end{aligned}}.}
Доказательство закончено.

## Примеры строгого неравенства
Обозначим через {\displaystyle S} пространство c борелевской σ-алгеброй c мерой Лебега.
- Пример для вероятностного пространства. Пусть {\displaystyle S=[0,1]} определяет единичный интервал. Для любого натурального числа {\displaystyle n} определим:

{\displaystyle f_{n}(x)={\begin{cases}n,&x\in (0,1/n)\\0,&{\text{иначе.}}\end{cases}}}
- Пример с равномерной сходимостью. Пусть {\displaystyle S} определяет множество всех действительных чисел. Определим

{\displaystyle f_{n}(x)={\begin{cases}{\frac {1}{n}},&x\in [0,n]\\0,&{\text{иначе.}}\end{cases}}}
Эти последовательности {\displaystyle (f_{n})_{n\in \mathbb {N} }} сходятся на {\displaystyle S} поточечно (соответственно равномерно) к нулевой функции (с нулевым интегралом), но каждая {\displaystyle f_{n}} интегрируема.

## Роль неотрицательности
Подходящее предположение относительно отрицательных частей последовательности {\displaystyle f_{1},f_{2},...} функций необходимо для леммы Фату, как показано в следующем примере. Обозначим через {\displaystyle S} {\displaystyle [0,\infty )} с борелевской σ-алгеброй и мерой Лебега. Для каждого натурального числа n определим
{\displaystyle f_{n}(x)={\begin{cases}-{\frac {1}{n}},&x\in [n,2n]\\0,&{\text{иначе.}}\end{cases}}}
Эта последовательность сходится равномерно на {\displaystyle S} к нулевой функции (с нулевым интегралом) и для любого {\displaystyle x\geq 0} мы имеем {\displaystyle f_{n}(x)=0} для всех {\displaystyle n>x} (поэтому для каждой точки {\displaystyle x} предел 0 достигается за конечное число шагов). Однако каждая функция {\displaystyle f_{n}} имеет интеграл -1, поэтому не выполняется неравенство леммы Фату.

## Обратная лемма Фату
Пусть {\displaystyle f_{1},f_{2},...} - последовательность расширенных вещественных измеримых функций, определенных на пространстве с мерой {\displaystyle (S,\Sigma ,\mu )}. Если существует неотрицательная интегрируемая функция {\displaystyle g} на {\displaystyle S} такая, что для всех {\displaystyle n} {\displaystyle f_{n}\leq g}, то
{\displaystyle \limsup _{n\to \infty }\int _{S}f_{n}\,d\mu \leq \int _{S}\limsup _{n\to \infty }g\,d\mu .}
Примечание: здесь {\displaystyle g} интегрируема означает, что g измерима и что {\displaystyle \textstyle \int _{S}g\,d\mu <\infty .}

### Доказательство
Применим лемму Фату к неотрицательной последовательности, заданной {\displaystyle g-f_{n}.}

## Расширения и вариации леммы Фату

### Интегрирование по нижней границе
Пусть {\displaystyle f_{1},f_{2},...} - последовательность расширенных вещественнозначных измеримых функций, определенных на пространстве с мерой {\displaystyle (S,\Sigma ,\mu )}. Если существует такая интегрируемая функция {\displaystyle g} на {\displaystyle S}, что {\displaystyle f_{n}\geq -g} для всех {\displaystyle n}, то
{\displaystyle {\displaystyle \int _{S}\liminf _{n\to \infty }f_{n}\,d\mu \leq \liminf _{n\to \infty }\int _{S}g\,d\mu .}}
Доказательство
Применим лемму Фату к неотрицательной последовательности, заданной  {\displaystyle f_{n}+g}

### Поточечная сходимость
Если в предыдущем пункте последовательность {\displaystyle f_{1},f_{2},...}, сходится поточечно к функции {\displaystyle f} {\displaystyle \mu }-почти всюду на {\displaystyle S}, то
{\displaystyle \int _{S}f\,d\mu \leq \liminf _{n\to \infty }\int _{S}f_{n}\,d\mu \,.}
Доказательство
Заметим, что значения подынтегрального выражения на множестве меры нуль не влияют на значение интеграла.

### Сходимость по мере
Последнее утверждение также справедливо, если последовательность {\displaystyle f_{1},f_{2},...} сходится по мере к функции {\displaystyle f}.
Доказательство
Существует такая подпоследовательность, что
{\displaystyle {\displaystyle \lim _{k\to \infty }\int _{S}f_{n_{k}}\,d\mu =\liminf _{n\to \infty }\int _{S}f_{n}\,d\mu .}}
Так как эта подпоследовательность сходится по мере к {\displaystyle f}, то существует еще одна подпоследовательность, которая сходится поточечно к {\displaystyle f} почти всюду, поэтому предыдущая вариация леммы Фату применима к этой подпоследовательности.

### Лемма Фату с изменяющимися мерами
Во всех вышеприведенных формулировках леммы Фату интегрирование проводилось по одной фиксированной мере {\displaystyle \mu }. Предположим, что {\displaystyle \mu _{n}} - последовательность мер на измеримом пространстве {\displaystyle (S,\Sigma )} такая, что :
{\displaystyle \mu _{n}(E)\to \mu (E),~\forall E\in \Sigma .}
Тогда, когда {\displaystyle f_{n}} неотрицательные интегрируемые функции и {\displaystyle f} является их поточечным пределом, мы имеем:
{\displaystyle \int _{S}f\,d\mu \leq \liminf _{n\to \infty }\int _{S}f_{n}\,d\mu _{n}.}
Доказательство
Позволим {\displaystyle f_{n}} сходиться {\displaystyle \mu }-почти всюду на подмножестве {\displaystyle E} из {\displaystyle S}. Мы стремимся показать, что
{\displaystyle \int _{E}f\,d\mu \leq \liminf _{n\to \infty }\int _{E}f_{n}\,d\mu _{n}\,.}
Пусть
{\displaystyle K=\{x\in E|f_{n}(x)\setminus f(x)\}.}
Тогда {\displaystyle \mu (E\setminus K)=0} и
{\displaystyle \int _{E}f\,d\mu =\int _{E\setminus K}f\,d\mu ,~~~\int _{E}f_{n}\,d\mu =\int _{E\setminus K}f_{n}\,d\mu ~\forall n\in \mathbb {N} .}
Таким образом, заменив {\displaystyle E} на {\displaystyle E\setminus K}, мы можем считать, что {\displaystyle f_{n}} поточечно сходится к {\displaystyle f} на {\displaystyle E}. Далее заметим, что для любой простой функции {\displaystyle \phi } имеем:
{\displaystyle \int _{E}\phi \,d\mu =\lim _{n\to \infty }\int _{E}\phi \,d\mu _{n}.}
Следовательно, по определению интеграла Лебега достаточно показать, что если {\displaystyle \phi } - любая неотрицательная простая функция, меньшая или равная {\displaystyle f}, то
{\displaystyle \int _{E}\phi \,d\mu \leq \liminf _{n\rightarrow \infty }\int _{E}f_{n}\,d\mu _{n}}
Пусть {\displaystyle a} - минимальное неотрицательное значение {\displaystyle \phi }. Определим
{\displaystyle A=\{x\in E|\phi (x)>a\}}
Сначала рассмотрим случай, когда {\displaystyle \int _{E}\phi \,d\mu =\infty .} Мы имеем, что {\displaystyle \mu (A)} бесконечно, так как
{\displaystyle \int _{E}\phi \,d\mu \leq M\mu (A),}
где {\displaystyle M} - (обязательно конечное) максимальное значение {\displaystyle \phi }. Затем мы определим
{\displaystyle A_{n}=\{x\in E|f_{k}(x)>a~\forall k\geq n\}.}
Мы имеем, что
{\displaystyle A\subseteq \bigcup _{n}A_{n}\Rightarrow \mu (\bigcup _{n}A_{n})=\infty .}
Но {\displaystyle A_{n}} является вложенной возрастающей последовательностью функций и, следовательно, по непрерывности снизу {\displaystyle \mu },
{\displaystyle \lim _{n\rightarrow \infty }\mu (A_{n})=\infty .}
Таким образом,
{\displaystyle \lim _{n\to \infty }\mu _{n}(A_{n})=\mu (A_{n})=\infty .}
В то же время,
{\displaystyle \int _{E}f_{n}\,d\mu _{n}\geq a\mu _{n}(A_{n})\Rightarrow \liminf _{n\to \infty }\int _{E}f_{n}\,d\mu _{n}=\infty =\int _{E}\phi \,d\mu ,}
мы доказали это требование в данном случае.
В оставшемся случае, когда {\displaystyle \int _{E}\phi \,d\mu <\infty }, {\displaystyle \mu (A)} должно быть конечно. Обозначим, как и выше, через {\displaystyle M} максимальное значение {\displaystyle \phi } и зафиксируем {\displaystyle \varepsilon >0.} Определим
{\displaystyle A_{n}=\{x\in E|f_{k}(x)>(1-\epsilon )\phi (x)~\forall k\geq n\}.}
Тогда {\displaystyle A_{n}} является вложенной возрастающей последовательностью множеств, объединение которых содержит {\displaystyle A}. Таким образом, {\displaystyle A\setminus A_{n}} является убывающей последовательностью множеств с пустым пересечением. Так как {\displaystyle A} имеет конечную меру (поэтому нам было нужно рассмотреть два отдельных случая):
{\displaystyle \lim _{n\rightarrow \infty }\mu (A\setminus A_{n})=0.}
Таким образом, существует {\displaystyle n} такое, что:
{\displaystyle \mu (A\setminus A_{k})<\epsilon ,~\forall k\geq n.}
Так как:
{\displaystyle \lim _{n\to \infty }\mu _{n}(A\setminus A_{k})=\mu (A\setminus A_{k}),}
существует {\displaystyle N} такое, что:
{\displaystyle \mu _{k}(A\setminus A_{k})<\epsilon ,~\forall k\geq N.}
Следовательно, для {\displaystyle k\geq N}
{\displaystyle {\displaystyle \int _{E}f_{k}\,d\mu _{k}\geq \int _{A_{k}}f_{k}\,d\mu _{k}\geq (1-\epsilon )\int _{A_{k}}\phi \,d\mu _{k}.}}
В то же время,
{\displaystyle \int _{E}\phi \,d\mu _{k}=\int _{A}\phi \,d\mu _{k}=\int _{A_{k}}\phi \,d\mu _{k}+\int _{A\setminus A_{k}}\phi \,d\mu _{k}.}
Следовательно,
{\displaystyle (1-\epsilon )\int _{A_{k}}\phi \,d\mu _{k}\geq (1-\epsilon )\int _{E}\phi \,d\mu _{k}-\int _{A\setminus A_{k}}\phi \,d\mu _{k}.}
Объединение этих неравенств дает
{\displaystyle \int _{E}f_{k}\,d\mu _{k}\geq (1-\epsilon )\int _{E}\phi \,d\mu _{k}-\int _{A\setminus A_{k}}\phi \,d\mu _{k}\geq \int _{E}\phi \,d\mu _{k}-\epsilon \left(\int _{E}\phi \,d\mu _{k}+M\right).}
Следовательно, устремляя {\displaystyle \varepsilon } в {\displaystyle 0} и взяв предел inf в {\displaystyle n}, получаем, что
{\displaystyle \liminf _{n\rightarrow \infty }\int _{E}f_{n}\,d\mu _{k}\geq \int _{E}\phi \,d\mu ,}
лемма доказана.

## Лемма Фату для условных математических ожиданий
В теории вероятностей, путем изменения обозначений, приведенные выше версии леммы Фату применимы к последовательностям случайных величин {\displaystyle X_{1},X_{2},...} , принадлежащих вероятностному пространству {\displaystyle (\Omega ,{\mathcal {F}},\mathrm {P} )}; интегралы превращаются в математические ожидания. Кроме того, существует также версия для условных математических ожиданий.

### Стандартная версия
Пусть {\displaystyle X_{1},X_{2},...} - последовательность неотрицательных случайных величин из вероятностного пространства {\displaystyle (\Omega ,{\mathcal {F}},\mathrm {P} )} и пусть {\displaystyle {\mathcal {G}}\,\subset \,{\mathcal {F}}} {\displaystyle \sigma }-подалгебра.
Тогда {\displaystyle \mathbb {E} {\Bigl [}\liminf _{n\to \infty }X_{n}\,{\Big |}\,{\mathcal {G}}{\Bigr ]}\leq \liminf _{n\to \infty }\,\mathbb {E} [X_{n}|{\mathcal {G}}]} почти наверное.
Примечание: условное математическое ожидание неотрицательных случайных величин всегда строго определено, конечное математическое ожидание не требуется.

### Доказательство
Помимо изменения обозначений, доказательство очень похоже на доказательство для стандартной версии леммы Фату, описанное выше, однако должна быть применена теорема о монотонной сходимости для условных математических ожиданий.
Обозначим через {\displaystyle X} предел, уступающий {\displaystyle X_{n}}. Для каждого натурального числа {\displaystyle k} определим точечную оценку случайной величины
{\displaystyle Y_{k}=\inf _{n\geq k}X_{n}.}
Тогда последовательность {\displaystyle Y_{1},Y_{2},...} возрастает и поточечно сходится к {\displaystyle X.} Для {\displaystyle k\leq n} имеем {\displaystyle Y_{k}\leq X_{n}}, тогда
{\displaystyle \mathbb {E} [Y_{k}|{\mathcal {G}}]\leq \mathbb {E} [X_{n}|{\mathcal {G}}]} почти наверное  в силу монотонности условного математического ожидания, следовательно 
{\displaystyle \mathbb {E} [Y_{k}|{\mathcal {G}}]\leq \inf _{n\geq k}\mathbb {E} [X_{n}|{\mathcal {G}}]} почти наверное, потому что счетное объединение исключительных множеств нулевой вероятности является нулевым множеством. Используя определение {\displaystyle X}, его представление как поточечного предела {\displaystyle Y_{k}}, теорему о монотонной сходимости для условных ожиданий, последнее неравенство и определение нижнего предела, следует, что почти наверное
{\displaystyle {\begin{aligned}\mathbb {E} {\Bigl [}\liminf _{n\to \infty }X_{n}\,{\Big |}\,{\mathcal {G}}{\Bigr ]}&=\mathbb {E} [X|{\mathcal {G}}]=\mathbb {E} {\Bigl [}\lim _{k\to \infty }Y_{k}\,{\Big |}\,{\mathcal {G}}{\Bigr ]}=\lim _{k\to \infty }\mathbb {E} [Y_{k}|{\mathcal {G}}]\leq \lim _{k\to \infty }\inf _{n\geq k}\mathbb {E} [X_{n}|{\mathcal {G}}]=\liminf _{n\to \infty }\,\mathbb {E} [X_{n}|{\mathcal {G}}].\end{aligned}}}

### Расширение до равномерно интегрируемых отрицательных частей
Пусть {\displaystyle X_{1},X_{2},...} - последовательность неотрицательных случайных величин из вероятностного пространства {\displaystyle (\Omega ,{\mathcal {F}},\mathrm {P} )} и пусть {\displaystyle {\mathcal {G}}\,\subset \,{\mathcal {F}}} {\displaystyle \sigma }-подалгебра. Если отрицательные части
{\displaystyle X_{n}^{-}:=\max\{-X_{n},0\},\qquad n\in {\mathbb {N} },}
равномерно интегрируемы относительно условного математического ожидания в том смысле, что при {\displaystyle \varepsilon >0} существует такое {\displaystyle c>0}, что
{\displaystyle \mathbb {E} {\bigl [}X_{n}^{-}1_{\{X_{n}^{-}>c\}}\,|\,{\mathcal {G}}{\bigr ]}<\varepsilon }  для всех {\displaystyle n\in \mathbb {N} } почти наверное,
тогда
{\displaystyle \mathbb {E} {\Bigl [}\liminf _{n\to \infty }X_{n}\,{\Big |}\,{\mathcal {G}}{\Bigr ]}\leq \liminf _{n\to \infty }\,\mathbb {E} [X_{n}|{\mathcal {G}}]} почти наверное.
Примечание: на множестве, где для
{\displaystyle X:=\liminf _{n\to \infty }X_{n}}
выполнено:
{\displaystyle \mathbb {E} [\max\{X,0\}\,|\,{\mathcal {G}}]=\infty ,}
левая часть неравенства равна плюс бесконечности. Условное математическое ожидание нижнего предела, возможно, может оказаться незаданным на этом нулевом множестве, поскольку условное ожидание отрицательной части также может быть плюс бесконечностью.

### Доказательство
Путь {\displaystyle \varepsilon >0.} Из-за равномерной интегрируемости по условному ожиданию существует такое {\displaystyle c>0}, что
{\displaystyle \mathbb {E} {\bigl [}X_{n}^{-}1_{\{X_{n}^{-}>c\}}\,|\,{\mathcal {G}}{\bigr ]}<\varepsilon ,} для всех {\displaystyle n\in \mathbb {N} ,} почти наверное.
Поскольку
{\displaystyle X+c\leq \liminf _{n\to \infty }(X_{n}+c)^{+},}
где {\displaystyle x^{+}:=max\{x,0\}} обозначает положительную часть вещественного {\displaystyle x}, используя монотонность условного математического ожидания и стандартную версию леммы Фату для условных математических ожиданий имеем
{\displaystyle \mathbb {E} [X\,|\,{\mathcal {G}}]+c\leq \mathbb {E} {\Bigl [}\liminf _{n\to \infty }(X_{n}+c)^{+}\,{\Big |}\,{\mathcal {G}}{\Bigr ]}\leq \liminf _{n\to \infty }\mathbb {E} [(X_{n}+c)^{+}\,|\,{\mathcal {G}}]} почти наверное.
Поскольку
{\displaystyle (X_{n}+c)^{+}=(X_{n}+c)+(X_{n}+c)^{-}\leq X_{n}+c+X_{n}^{-}1_{\{X_{n}^{-}>c\}},}
мы имеем
{\displaystyle \mathbb {E} [(X_{n}+c)^{+}\,|\,{\mathcal {G}}]\leq \mathbb {E} [X_{n}\,|\,{\mathcal {G}}]+c+\varepsilon } почти наверное,
следовательно,
{\displaystyle \mathbb {E} [X\,|\,{\mathcal {G}}]\leq \liminf _{n\to \infty }\mathbb {E} [X_{n}\,|\,{\mathcal {G}}]+\varepsilon } почти наверное.
Отсюда следует утверждение.